# Ortignano Raggiolo
Ortignano Raggiolo település Olaszországban, Toszkána régióban, Arezzo megyében. Lakosainak száma 836 fő (2023. január 1.). Ortignano Raggiolo Bibbiena, Castel Focognano, Loro Ciuffenna, Poppi és Castel San Niccolò községekkel határos.

## Népesség
A település lakossága az elmúlt években az alábbi módon változott:
| Lakosok száma | 876  | 881  | 836  |
|               | 2017 | 2018 | 2023 |